# 세계감리교협의회

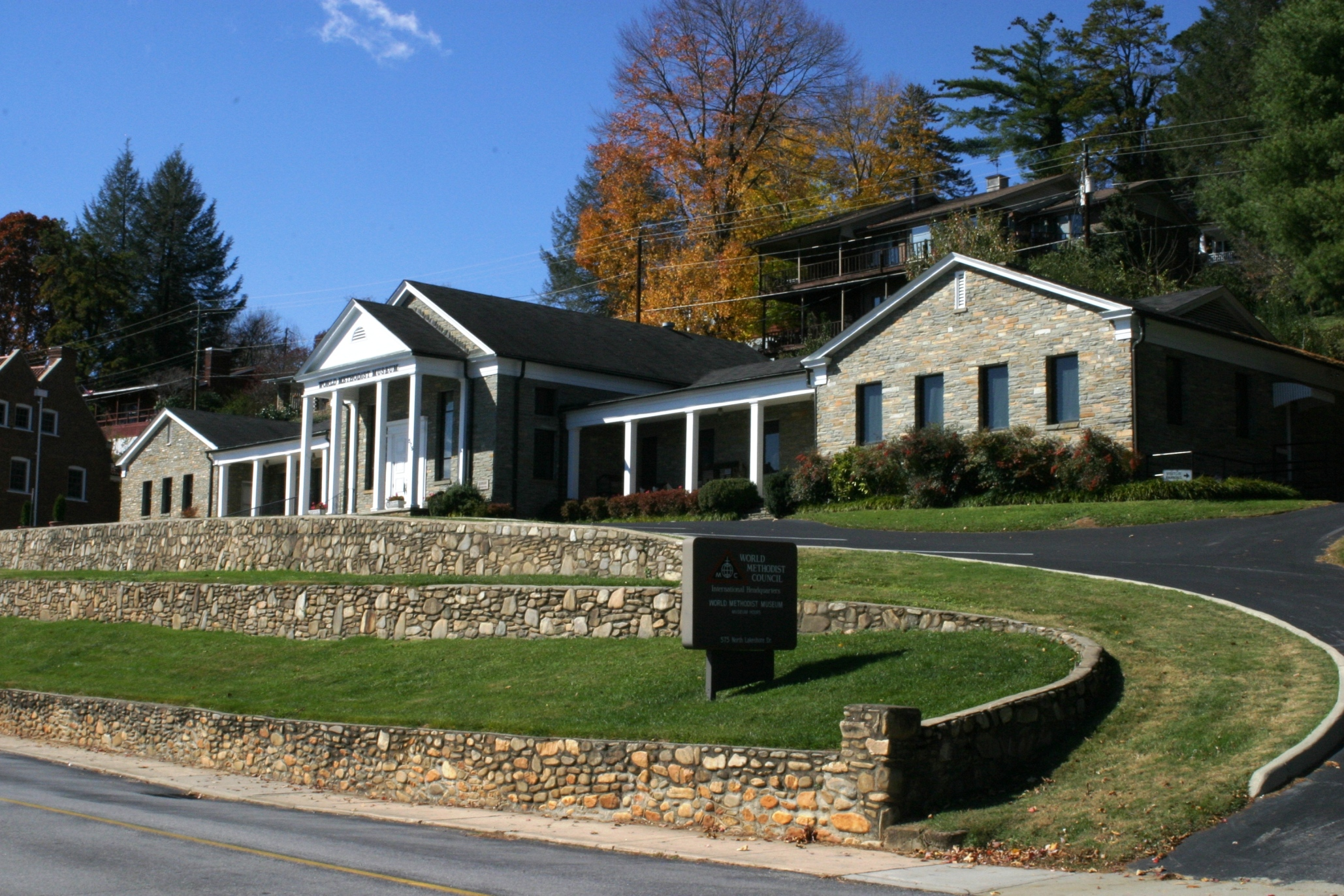
세계감리교협의회 본부와 감리교 박물관 전경

세계감리교협의회(World Methodist Council)는 전 세계의 감리교회 교단들과 감리교 전통을 지닌 교단의 협력과 신학적 협의를 위해 설립된 전 세계의 감리교회 교단들의 연합 협력체이다.

## 협의회 구성
이 협의회는 개신교단으로는 최초로 구성된 국제적 연합체로, 웨슬리 사상과 감리교 전통을 공유하는 국가 교단들의 연합체이며, 1881년 영국, 런던에서 설립되었다. 현재 본부는 미국, 노스캐롤라이나 주, 레이크 주낼러스카에 있고, 사무소는 유럽의 스위스, 제네바에 있다. 구성은 총132개국 76개 교단이 회원으로 있으며, 영국의 "영국 감리교회", 미국의 "연합감리교회", 대한민국의 "기독교대한감리회"등과 같이 8,500만 교인의 국가별 감리교회 교단 이외에도 감리교 전통을 공유하는 "자유감리교회", "나자렛 교회", "웨슬리안 교회", "아프리카 감리교 감독 시온 교회"등도 회원교단이며, 다른 교단과 통합한 연합교회인 "캐나다 연합교회"(감리교, 장로교 연합), "오스트레일리아 연합교회", "남인도 교회", "북인도 교회" 등도 회원 교단으로 참여한다.

## 하부조직
하부 조직으로는 교회연합과 세계 감리교회 연합회, 감리교 옥스퍼드 신학 연구소, 세계 감리교 역사 위원회, 세계 감리교 청년 위원회, 세계 감리교 청소년 위원회, 세계 감리교 남선교회 위원회, 세계 감리교회 여선교회 위원회, 세계 감리교 복음전도 연구소 등이 있다.

## 협의회 총회 및 대회
세계감리교협의회 총회와 세계감리교대회는 설립된 1881년부터 매 10년마다 열렸으며, 1951년부터 매5년마다 개최되고 있다. 첫 세계감리교대회에는 세계 30개 감리교 교단 400여 명의 대표가 참석하였으며, 그 이후 매 10년마다 대회를 개최해 왔다. 그러다가 제2차 세계대전으로 1941년에는 대회를 열지 못했고, 1951년 영국 옥스퍼드 대회부터 5년마다 총회와 대회를 열고 있다. 지난 2006년 대한민국에서 제19차 세계감리교협의회의 총회와 세계감리교대회가 열렸고, 132개국 5000여명의 관계자가 참석하였다. 2016년에 대한민국 감리교회의 신학자인 박종천 목사가 협의회 회장을 맡았다.

## 같이 보기
- 감리교회
- 기독교대한감리회
- 존 웨슬리
- 찰스 웨슬리